# 영암소방서
영암소방서(靈巖消防署, Yeongam Fire Station)는 전라남도 영암군을 관할하는 전라남도 소방본부 산하의 소방서이다.
소방서장은 소방정으로 보한다.

## 연혁
- 1998년 10월 1일: 영암소방서 개서
- 2012년 9월 27일: 강진소방서 분리

## 조직
| - 소방과 - 소방계 - 장비계 | - 방호구조과 - 방호구조계 - 예방안전계 | - 현장대응단 - 진압팀 - 조사지원팀 - 119구조대 |

## 관할센터 및 관할구역
영암소방서는 3개의 119안전센터와 1개의 구조대를 산하에 두고 있다.
| 명칭                 | 사진 | 주소                     | 관할구역                       | 지역대                      |
| -------------------- | ---- | ------------------------ | ------------------------------ | --------------------------- |
| 삼호119안전센터      |      | 삼호읍 나불로 192        | 삼호읍, 미암면, 학산면, 서호면 | 학산119지역대               |
| 영암119안전센터      |      | 영암읍 월출로 46         | 영암읍 금정면 군서면 덕진면    | 금정119지역대 군서119지역대 |
| 신북119안전센터      |      | 신북면 아리랑로 52       | 신북면, 시종면, 도포면         | 시종119지역대               |
| 영암소방서 119구조대 |      | 영암군 삼호읍 나불로 192 | 영암소방서 관할구역 전역       |                             |

## 같이 보기
- 대한민국 소방청
- 대한민국의 소방
- 소방관 계급